# 雲特史比斯城堡

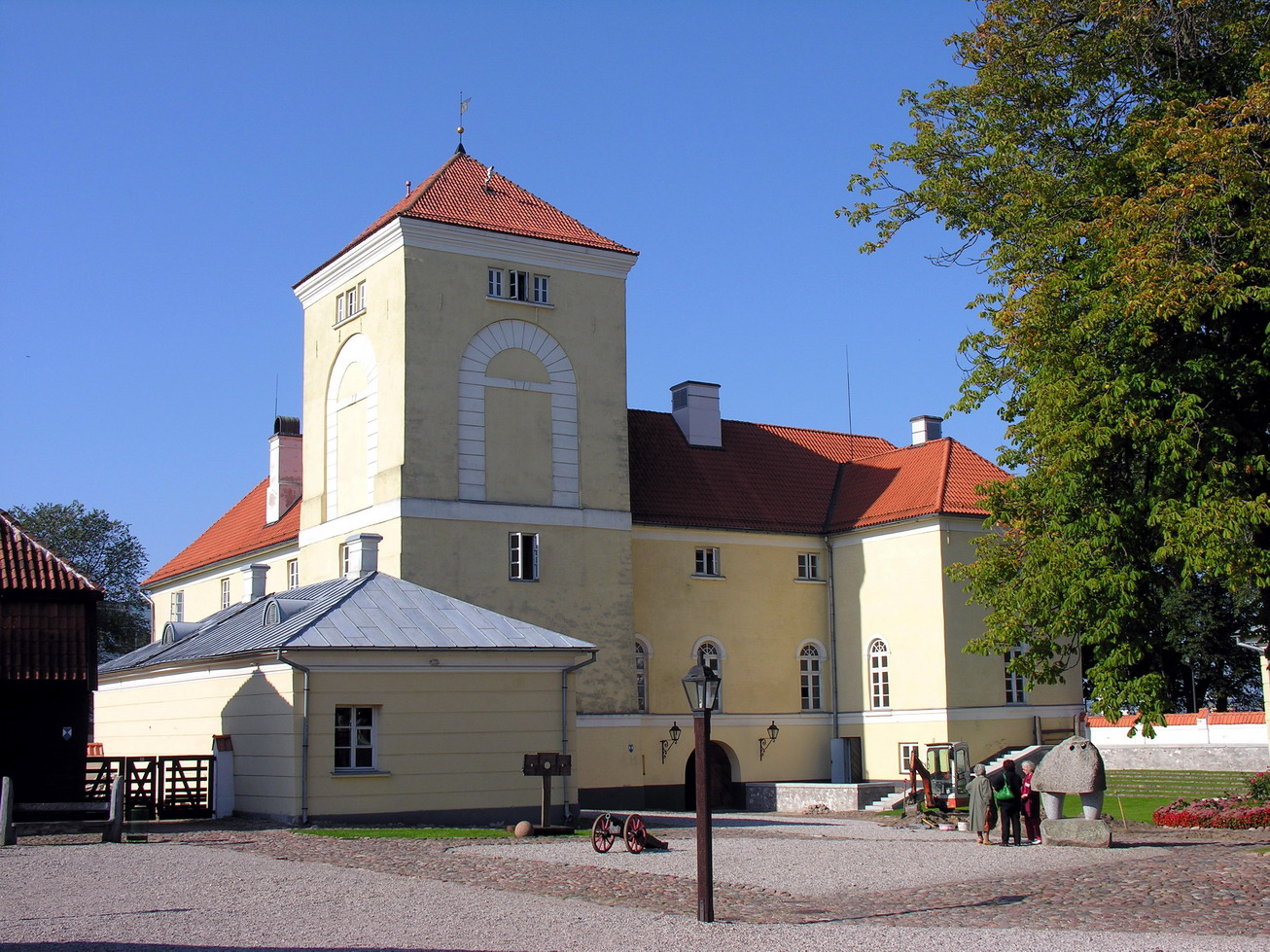
雲特史比斯城堡

雲特史比斯城堡是位於拉脫維亞城市雲特史比斯的一座城堡建築。這座建築是立窩尼亞騎士團的城堡建築中歷史最古老的之一，也是保存狀態最好的之一。城堡始建於13世紀。在其700年的歷史中，城堡曾用做多種用於。1995年，雲特史比斯城堡恢復重建為19世紀的外觀。城堡內有博物館。

## 外部連結
- 维基共享资源上的相關多媒體資源：雲特史比斯城堡